# Villes tchervènes

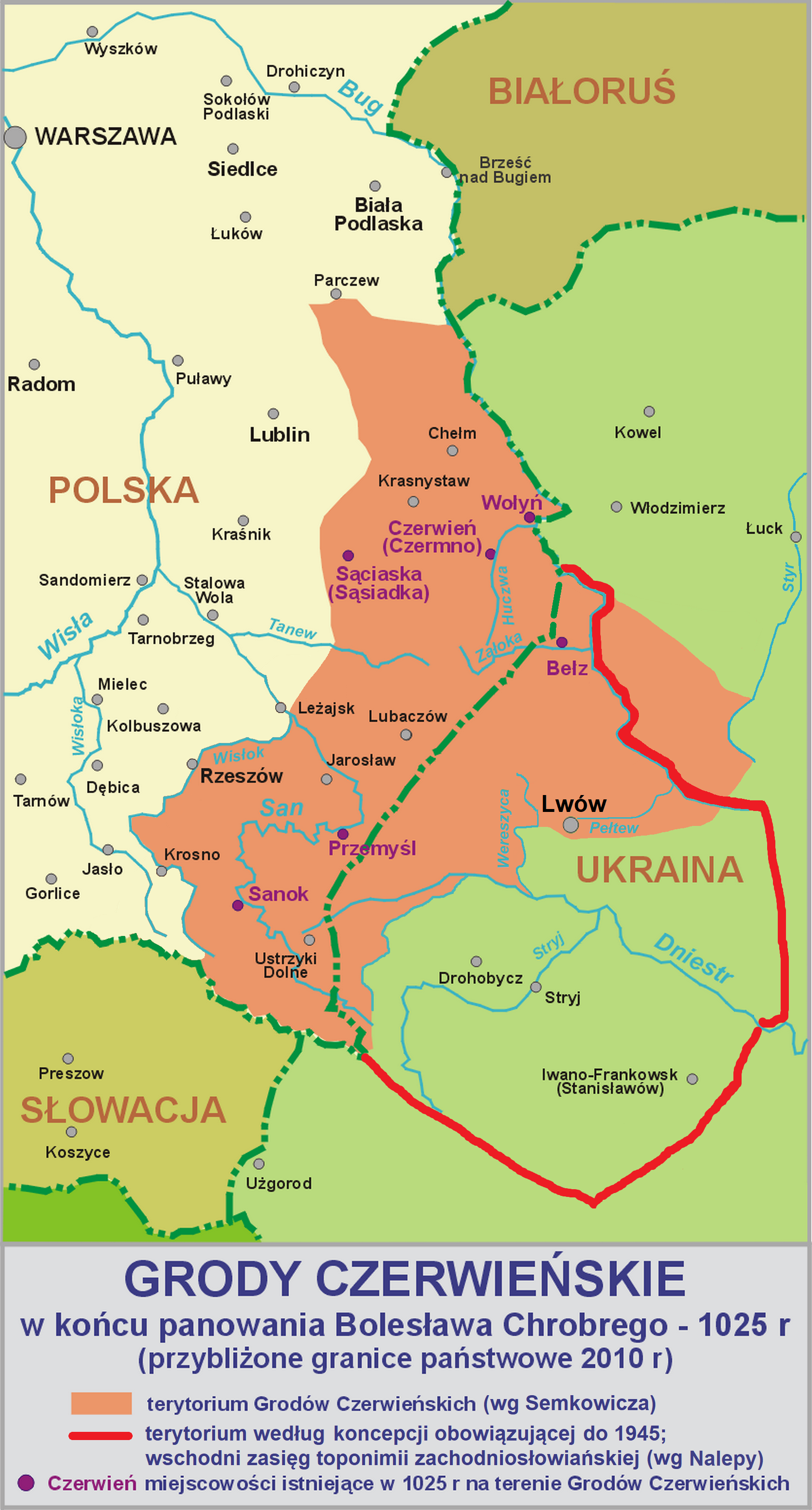
Les villes tchervènes en 1025, sous le règne de Boleslas Ier le Vaillant de Pologne ; superposées aux frontières contemporaines

Les villes tchervènes ou villes de Tcherven (en polonais : Grody Czerwieńskie, en ukrainien : Червенські Городи), dont le nom est souvent traduit littéralement par « villes rouges », « forts rouges » ou « bourgs rouges », constituaient un point de conflit entre le royaume de Pologne et la Rus' de Kiev au tournant des Xe et XIe siècles, les deux parties revendiquant leurs droits sur leur territoire.

## Étymologie
À l'origine, le nom de « Villes tchervènes » désignait probablement un territoire situé entre les rivières Boug et Wieprz. Son nom dérive de celui de Czerwień (cf. le proto-slave *čьrvenъ « rouge »), un gord qui existait à cet endroit, peut-être sur le site du village actuel de Czermno. La première mention des « villes tchervènes » est donnée par la Chronique des temps passés (XIIe siècle), lorsque Vladimir le Grand les prit aux Lyakhs (Polonais) en 981.

## Histoire

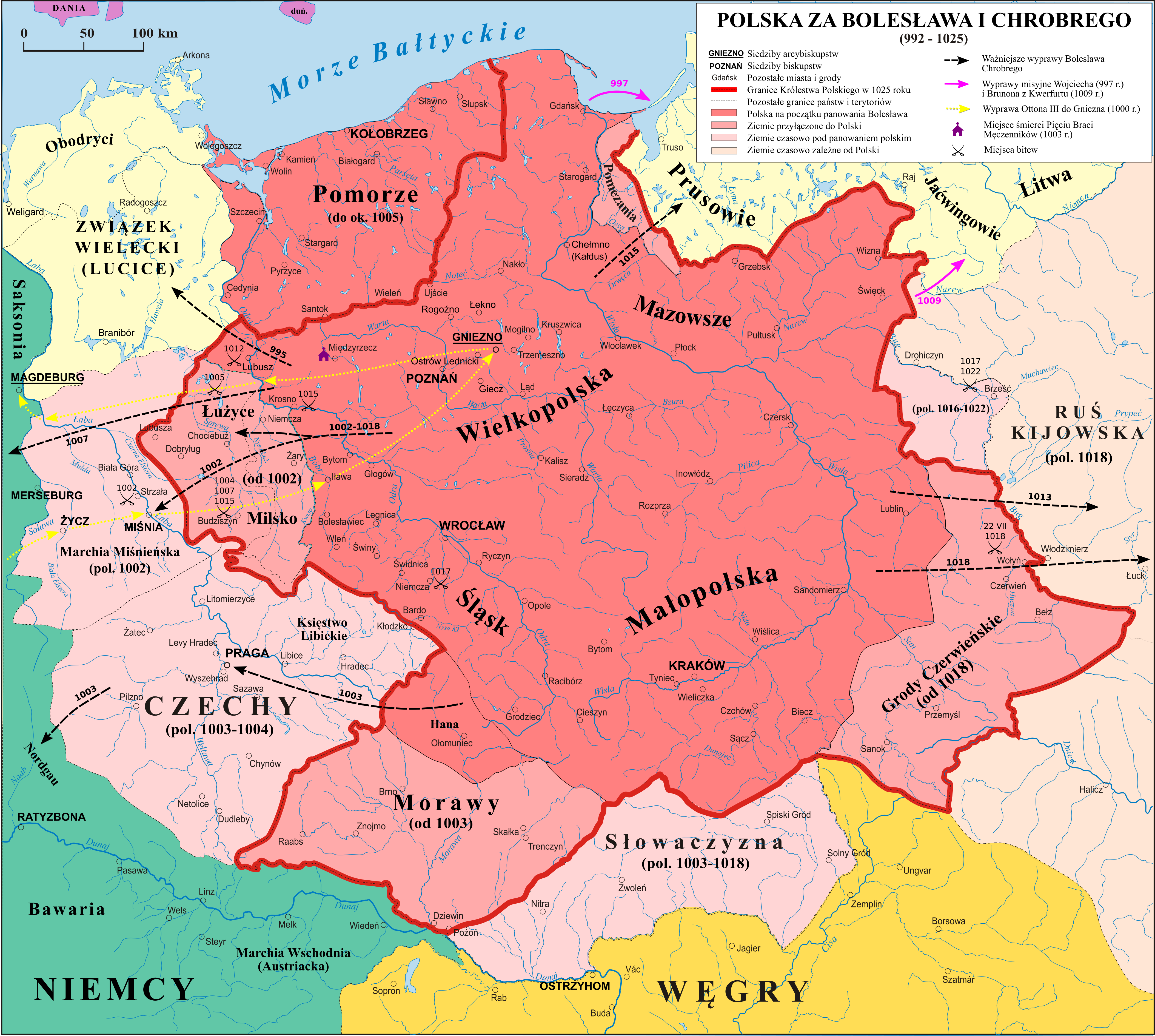
La Pologne vers 992-1025 ; la zone en rouge foncé représente les frontières à la fin du règne de Mieszko Ier (992) ; la bordure rouge foncé comprend les conquêtes maintenues à la fin du règne de Bolesław Ier (1025).

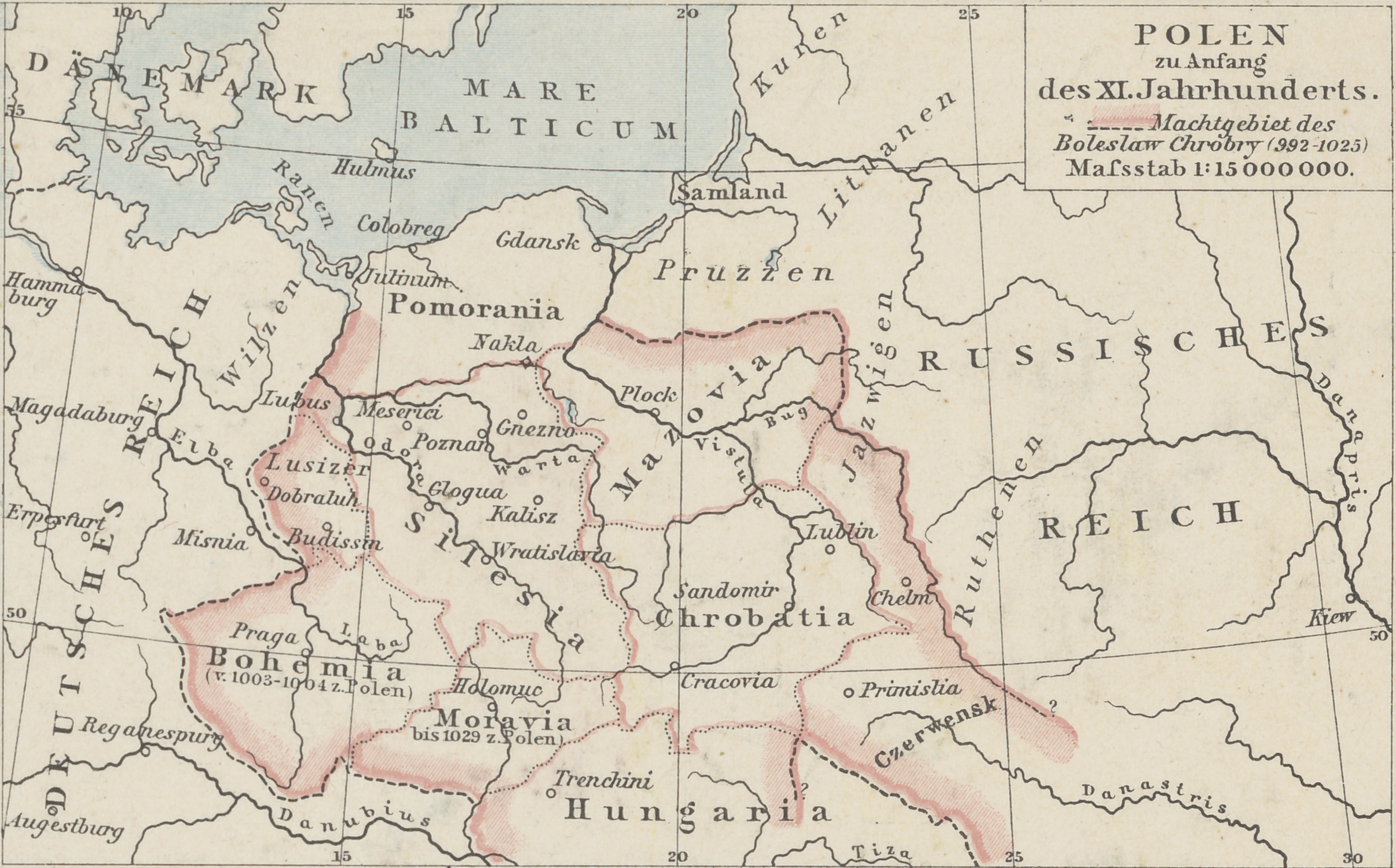
Carte de la Pologne en 1025 dans lAllgemeiner historischer Handatlas (1886) — la région tchervène (Czerwensk) est située dans le coin inférieur droit.

Les villes tchervènes ont joué un rôle central dans l'histoire des régions frontalières polono-ruthènes du haut Moyen Âge. La région est mentionnée pour la première fois en 981, lorsque Vladimir le Grand la prit lors de sa campagne d'expansion vers l'ouest.
Cosmas de Prague (vers 1045 – 1125) raconte que les dirigeants prémyslides de Bohême contrôlaient le territoire de Cracovie jusqu'en 999. La charte de fondation de l'archidiocèse de Prague (1086) fait passer sa frontière orientale, telle qu'établie en 973, le long des rivières Bug et Styr (ou Stryi), qui marquaient les limites approximatives de la région où se trouvaient les villes tchervènes. Abraham ben Jacob, qui a voyagé en Europe de l'Est en 965, remarque que Boleslav II de Bohême gouvernait le pays « s'étendant de la ville de Prague à la ville de Cracovie ».
Dans les années 970, on suppose que Mieszko Ier de Pologne a pris le contrôle de la région : la Chronique des temps passés semble en effet le sous-entendre lorsqu'elle rapporte que Vladimir le Grand a conquis les villes tchervènes sur les Lyakhs (un autre nom archaïque pour les Polonais,) en 981. Nestor écrit dans sa chronique que : « Vladimir marcha sur les Lyakhs et prit leurs villes : Peremychl (Przemyśl), Tcherven (Czermno) et d'autres villes, qui sont toutes soumises à la Rus', même de nos jours ». Cependant, l'historien Leontii Voitovytch spécule que contrairement au récit de Nestor dans la Chronique primaire, si les terres se trouvaient réellement sous le contrôle du duché de Pologne, leur conquête par la Rus' de Kiev aurait provoqué une longue guerre, ce qui n'a pas été le cas ; ce qui indique peut-être; dans la vision de Voitovytch, que les terres tchervènes et sa population n'étaient pas polonaises, mais constituaient peut-être une union politico-tribale indépendante se trouvant dans un certain rapport de vassalité envers la Bohême,. En tous cas, au cours des décennies suivantes, la région, contestée, changera de mains entre la Pologne et la Russie à plusieurs reprises.
En 1018, sous le règne de Boleslas Ier le Vaillant, la Pologne reprit le territoire ; cependant, en 1031, il tomba à nouveau aux mains de la Rus'. L'expédition russe contre la Pologne (1030-1031) avait pour objectif non seulement de récupérer les territoires perdus en 1018. Vers l'an 1069, la région revint à nouveau à la Pologne, après que Boleslas II le Généreux eut repris la région et la ville de Przemyśl, en faisant sa résidence temporaire. Puis en 1085, la région devint une principauté sous la seigneurie de la Rus', connue sous le nom de Principauté de Przemyśl.